# Anti-neutrofila cytoplasmatiska antikroppar

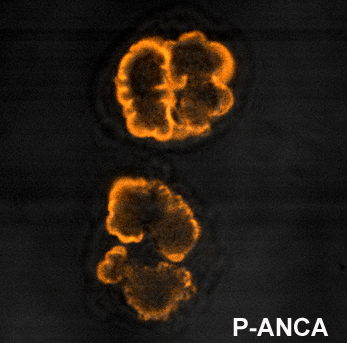
Perinukleär färgning typisk för p-ANCA

Anti-neutrofila cytoplasmatiska antikroppar (ANCA) är en grupp av autoantikroppar, huvudsakligen av IgG- typ, mot antigener i cytoplasman hos neutrofiler (den vanligaste typen av vita blodkroppar) och monocyter. Dessa antikroppar förekommer i blodprov vid ett antal autoimmuna sjukdomar och är särskilt associerade med systemiska vaskuliter, så kallade ANCA-associerade vaskuliter(AAV).

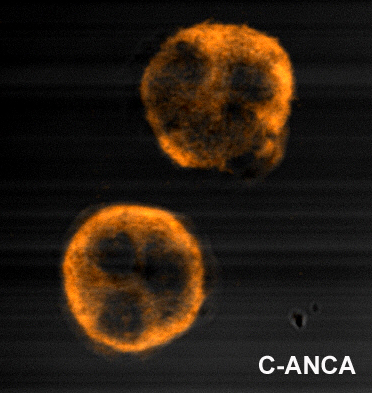
Det granulära, cytoplasmatiska färgningsmönstret hos c-ANCA

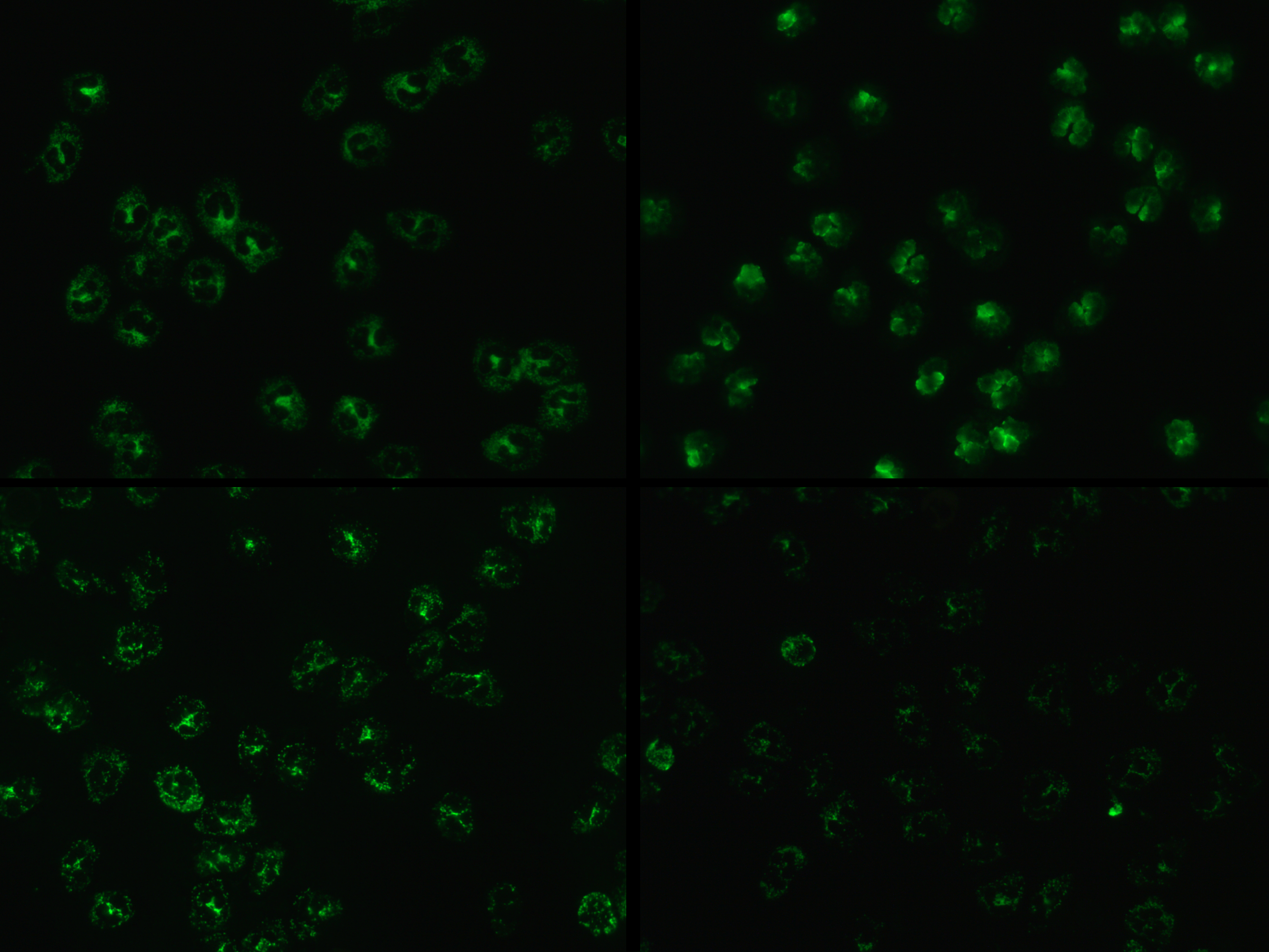
Immunfluorescens av ANCA med hjälp av FITC-konjugat.
- Överst till vänster - PR3-antikroppar på etanolfixerade neutrofiler(c-ANCA-mönster).
- Nederst till vänster - PR3-antikroppar på formalinfixerade neutrofiler(c-ANCA-mönster).
- Överst till höger - MPO-antikroppar på etanolfixerade neutrofiler(p-ANCA-mönster).
- Nederst till höger - MPO-antikroppar på formalinfixerade neutrofiler(p-ANCA-mönster).

## ANCA IF-mönster
Immunfluorescens (IF) på etanolfixerade neutrofiler används för att detektera ANCA, även om formalinfixerade neutrofiler kan användas för att differentiera ANCA-mönster. ANCA kan delas in i fyra mönster när det visualiseras genom IF; cytoplasmatisk ANCA (c-ANCA), C-ANCA (atypisk), perinukleär ANCA (p-ANCA) och atypisk ANCA (a-ANCA), även känd som x-ANCA. c-ANCA visar cytoplasmatisk granulär fluorescens med central interlobulär accentuering. C-ANCA (atypisk) visar cytoplasmatisk färgning som vanligtvis är enhetlig och inte har någon interlobulär accentuering. p-ANCA har tre subtyper, klassisk p-ANCA, p-ANCA utan nukleär utvidgning och granulocytspecifik antinukleär antikropp (GS-ANA). Klassisk p-ANCA visar perinukleär färgning med nukleär förlängning, p-ANCA utan nukleär utvidgning har perinukleär färgning utan nukleär utvidgning och GS-ANA visar nukleär färgning på endast granulocyter. a-ANCA visar ofta kombinationer av både cytoplasmatisk och perinukleär färgning.

## ANCA-antigener
c-ANCA binder specifikt till proteinas 3 (PR3). p-ANCA-antigener inkluderar myeloperoxidas (MPO) och bactericidal/permeability-increasing protein (BPI). Det finns andra antigener för c-ANCA (atypisk), men många är ännu okända. Klassisk p-ANCA uppträder med antikroppar riktade mot MPO. p-ANCA utan nukleär utsträckning uppträder med antikroppar mot BPI, kathepsin G, elastas, laktoferrin och lysozym. GS-ANA är antikroppar riktade mot granulocytspecifika nukleära antigener. Atypisk ANCA anses vara antigener liknande p-ANCA, men kan uppträda på grund av skillnader i neutrofil bearbetning.
Andra mindre vanliga antigener inkluderar HMG1 (p-ANCA-mönster), HMG2 (p-ANCA-mönster), alfa-enolas (p- och c-ANCA-mönster), katalas (p- och c-ANCA-mönster), betaglukuronidas (p-ANCA-mönster) azurocidin (p och c-ANCA-mönster), aktin (p och a-ANCA) och h-lamp-2 (c-ANCA).

## ELISA
Enzymkopplad immunadsorberande analys (ELISA) används i diagnostiska laboratorier för att upptäcka ANCA. Med IF kan man screena för många olika ANCA typer, medan man med ELISA kan detektera mer specifikt vilka antigen som antikropparna binder in till. De vanligaste antigenerna som används på en ELISA-mikrotiterplatta är MPO och PR3, som vanligtvis testas efter ett positivt IF-test.

## Utveckling
Det finns i nuläget inte så mycket kunskap om orsaken till att ANCA bildas i kroppen, även om flera hypoteser har föreslagits. Troligtvis spelar genetiken en viktig roll i denna process, där man tror att de gener som styr nivån av ett immunsvar är särskilt viktiga. Två möjliga mekanismer för ANCA-utveckling har föreslagits, även om ingen av dessa teorier svarar på frågan om hur de olika ANCA-specificiteterna utvecklas. Därav pågår det fortfarande mycket forskning kring utvecklingen av ANCA.

### Teori om molekylär mimik
Mikrobiella superantigener är molekyler som uttrycks av bakterier och andra mikroorganismer som har förmågan att stimulera ett starkt immunsvar genom aktivering av en stor mängd T-celler. Dessa molekyler har regioner som liknar självantigener som kan leda till en autoimmun respons – detta är teorin om molekylär mimik. Här har man hittat likheter mellan stafylokock- och streptokocksuperantigener och vissa autoimmuna sjukdomar. Ett klassiskt exempel på detta är reumatisk hjärtsjukdom, där det finns likheter mellan M-proteiner från Streptococcus pyogenes med hjärtmyosin och laminin som finns i hjärtat. Det har också visat sig att upp till 70 % av patienterna med granulomatös polyangit är kroniska nasala bärare av Staphylococcus aureus, där bärare har en åtta gånger ökad risk för skov i sjukdomen.

### Teorin om defekt apoptos
Apoptos, eller programmerad celldöd av neutrofiler, är avgörande för att kontrollera varaktigheten av det tidiga inflammatoriska svaret, vilket begränsar skador på vävnader orsakat av neutrofilerna. ANCA kan utvecklas antingen via ineffektiv apoptos eller ineffektivt avlägsnande av apoptotiska cellfragment, vilket leder till att immunsystemet exponeras för molekyler som normalt är beläget inuti i cellerna. Denna teori löser paradoxen om hur det skulle vara möjligt för antikroppar att framkallas mot de intracellulära antigena målen hos ANCA.

## Roll i autoimmuna sjukdomar

### Sjukdomar
ANCA är associerade med småkärlsvaskultiter inklusive granulomatös polyangit, mikroskopisk polyangit, primär pauci-immun nekrotiserande halvmåneglomerulonefrit (en typ av njurbegränsad mikroskopisk polyangiit), eosinofil granulomatös polyangiit och läkemedelsinducerad vaskuliter. ANCA-associerade vaskulitider (AAV) har nya klassificeringskriterier, uppdaterade 2022. c-ANCA mot PR3 förekommer i 80-90% av fallen vid granulomatös polyangit, 20-40% av mikroskopisk polyangiit, 20-40% av pauci-immun halvmåneglomerulonefrit och 35% av eosinofil granulomatös polyangit. c-ANCA (atypisk) förekommer i 80 % av fallen vid cystisk fibros (med BPI som målantigen) och även vid inflammatorisk tarmsjukdom, primär skleroserande kolangit och reumatoid artrit (med antikroppar mot flera antigena mål). p-ANCA med MPO-specificitet finns i 50 % av fallen vid mikroskopisk polyangit, 50 % av primär pauci-immun nekrotiserande halvmåneglomerulonefrit och 35 % av eosinofil granulomatos med polyangit. p-ANCA med specificitet mot andra antigener är associerade med inflammatorisk tarmsjukdom, reumatoid artrit, läkemedelsinducerad vaskulit, autoimmun leversjukdom, läkemedelsinducerade syndrom och parasitinfektioner. Atypisk ANCA är associerad med läkemedelsinducerad systemisk vaskulit, inflammatorisk tarmsjukdom och reumatoid artrit. Den ANCA-positiva frekvensen är mycket högre hos patienter med typ 1-diabetes mellitus än hos friska individer.
Levamisol, som är en vanligt förekommande vid kokain handel, kan orsaka ANCA-positiv vaskulit.
Närvaro eller frånvaro av ANCA kan inte besvisa eller utesluta sjukdom utan resultaten av analyserna måste kopplas till den kliniska bilden i varhe enskilt fall. Sambandet mellan ANCA och sjukdomsaktivitet är fortfarande kontroversiellt; dock kan återkomsten av ANCA efter behandling indikera ett återfall.

### Patogenes
Även om ANCA:s roll i patogenesen fortfarande är kontroversiell, stödjer in vitro- och djurmodeller idén att antikropparna har en direkt patologisk roll i bildandet av vaskuliter i små kärl. MPO- och PR3-specifik ANCA kan aktivera neutrofiler och monocyter genom deras Fc- och Fab'2-receptorer, vilket kan förstärkas av cytokiner som får neutrofiler att visa MPO och PR3 på sin cellyta. Avvikande glykosylering av MPO- och PR3-specifik ANCA ökar deras förmåga att interagera med aktiverade Fc-receptorer på neutrofiler. De aktiverade neutrofilerna kan sedan fästa till endotelceller där degranulering sker. Detta frigör fria syreradikaler och lytiska enzymer, vilket resulterar i skada på endotelet via induktion av nekros och apoptos. Dessutom frisätter neutrofiler kemotaxiska signalmolekyler som rekryterar fler neutrofiler till endotelet och fungerar som positiv feedback. Djurmodeller har visat att MPO-antikroppar kan inducera nekrotiserande crescentisk glomerulonefrit och systemisk vaskulit i små kärl. I dessa djurmodeller kan utvecklingen av glomerulonefrit och vaskulit ske i frånvaro av T-celler, dock måste neutrofiler vara närvarande. Även om ANCA-titrar har noterats ha begränsad korrelation med sjukdomsaktivitet, förutom njursjukdom, och med risk för återfall, förklaras detta av skillnader i epitoper och affinitet hos ANCA. ANCA inducerar överdriven aktivering av neutrofiler, vilket resulterar i produktion av neutrofila extracellulära DNA-fällor (NET), som orsakar skador på små blodkärl. Dessutom kan man se hos patienter med aktiv sjukdom som behandlas med Rituximab (en CD-20-antikropp som tar bort cirkulerande B-celler) så korrelerar klinisk remission mer till det minskande antalet cirkulerande B-celler än minskningen av ANCA-titer. Samma studie fann att kliniskt återfall hos vissa patienter var kopplade till återkomsten av cirkulerande B-celler. Baserat på ovanstående observationer och att ANCA-reaktiva B-celler kan hittas i cirkulation hos patienter med AAV, så har en alternativ hypotes föreslagits som tilldelar en direkt patogen roll för dessa celler, varvid aktiverade neutrofiler och ANCA-reaktiva B-celler engagerar sig i intercellulärt cross-talk, vilket leder inte bara till neutrofil degranulering och inflammation utan också till spridning och differentiering av ANCA-reaktiva B-celler. Denna hypotes återstår dock att testas.

## Historia
ANCA beskrevs ursprungligen i Davies et al. 1982 i segmentell nekrotiserande glomerulonefrit. Den andra internationella ANCA-workshopen, som hölls i Nederländerna i maj 1989, fastställde nomenklaturen på perinukleära vs cytoplasmatiska mönster. Antigenerna MPO och PR3 upptäcktes 1988 respektive 1989. Internationella ANCA-workshops har genomförts vartannat år.